# Винланд
Винланд е име, дадено на Северна Америка от скандинавските народи в началото на 11 век.
Сред учените и историците съществува консенсус, че викингите достигат до Северна Америка пет века по-рано от Христофор Колумб. Доказателство за това е откритото през 1964 селище от скандинавски тип Л‘анс-о-Медоус, което се намира в най-северната част на остров Нюфаундленд, днес част от канадската провинция Нюфаундленд и Лабрадор. Според скорошни археологически изследвания обаче е много вероятно това селище да не представлява Винланд като цяло а да е само вход към по-голям регион, наречен Винланд от скандинавските народи.